# Fredrik Hillelson
Bengt Fredrik Hillelson, född 11 mars 1941 i Oscars församling i Stockholms stad, är en svensk militär.

## Biografi
Hillelson avlade studentexamen i Stockholm 1960. Han avlade marinofficersexamen vid Kungliga Sjökrigsskolan 1963 och utnämndes samma år till fänrik i reserven vid Vaxholms kustartilleriregemente, varefter han 1964 blev fänrik på stat vid regementet. Han befordrades till löjtnant 1965 och till kapten 1971 samt gick Stabskursen på Marinlinjen vid Militärhögskolan 1972–1974, varefter han befordrades till major 1974. År 1976 befordrades han till överstelöjtnant och åren 1976–1982 var han stabschef och avdelningschef vid Marinstaben, utnämnd till överstelöjtnant med särskild tjänsteställning 1980. Han var bataljonschef och ställföreträdande regementschef vid Vaxholms kustartilleriregemente 1982–1984, med uppehåll för genomgång av Amphibious Planning Course vid Naval Amphibious School i San Diego 1983. Han utbildade sig vid Försvarshögskolan 1985.
År 1985 befordrades Hillelson till överste, varpå han 1985–1987 var sektionschef vid Marinstaben och 1987–1989 chef för Vaxholms kustartilleriregemente. Han studerade vid Royal College of Defence Studies i London 1990, varefter han var chef för Operationsledningen vid staben i Nedre Norrlands militärområde 1991–1992. År 1993 befordrades han till överste av första graden, under 1993 var han chef för Operationsledning 1 i Försvarsstaben och 1993–1996 var han försvarsattaché vid ambassaden i Bryssel. Slutligen tjänstgjorde han vid Marinledningen i Högkvarteret under 1996 innan senare samma år lämnade Försvarsmakten.
Fredrik Hillelson invaldes 1979 som ledamot av Kungliga Örlogsmannasällskapet och 1987 som ledamot av Kungliga Krigsvetenskapsakademien.
Fredrik Hillelson är son till antikvariatsbokhandlaren och skulptören Folke Hillelson-Gounod och Elisabeth Peters.